# العلاقات المالاوية الميكرونيسية
العلاقات المالاوية الميكرونيسية هي العلاقات الثنائية التي تجمع بين مالاوي وولايات ميكرونيسيا المتحدة.

## مقارنة بين البلدين
هذه مقارنة عامة ومرجعية للدولتين:
| وجه المقارنة                                              | مالاوي                     | ولايات ميكرونيسيا المتحدة |
| --------------------------------------------------------- | -------------------------- | ------------------------- |
| المساحة (كم2)                                             | 118.48 ألف                 | 702                       |
| عدد السكان (نسمة)                                         | 18.62 مليون                | 105.54 ألف                |
| الكثافة السكانية (ن./كم²)                                 | 157.16                     | 15.03 ألف                 |
| العاصمة                                                   | ليلونغوي، زومبا            | باليكير                   |
| اللغة الرسمية                                             | لغة إنجليزية، لغة الشيشيوا | لغة إنجليزية              |
| العملة                                                    | كواشا ملاوية               | دولار أمريكي              |
| الناتج المحلي الإجمالي (بليون دولار)                      | 6.30 مليار                 | 336.43 مليون              |
| الناتج المحلي الإجمالي (تعادل القوة الشرائية) بليون دولار | 22.43 مليار                | 365.27 مليون              |
| الناتج المحلي الإجمالي الاسمي للفرد دولار أمريكي          | 338                        | 3.02 ألف                  |
| الناتج المحلي الإجمالي للفرد دولار أمريكي                 | 1.20 ألف                   |                           |
| مؤشر التنمية البشرية                                      | 0.445                      | 0.640                     |
| رمز المكالمات الدولي                                      | +265                       | +691                      |
| رمز الإنترنت                                              | .mw                        | .fm                       |
| المنطقة الزمنية                                           | ت ع م+02:00                |                           |

## منظمات دولية مشتركة
يشترك البلدان في عضوية مجموعة من المنظمات الدولية، منها:
| علم المنظمة | اسم المنظمة                                 | تاريخ انضمام مالاوي | تاريخ انضمام ولايات ميكرونيسيا المتحدة |
| ----------- | ------------------------------------------- | ------------------- | -------------------------------------- |
|             | منظمة حظر الأسلحة الكيميائية                | ?                   | ?                                      |
|             | البنك الدولي للإنشاء والتعمير               | 19 يوليو 1965       | 24 يونيو 1993                          |
|             | المركز الدولي لتسوية المنازعات الاستشارية   | 14 أكتوبر 1966      | 24 يوليو 1993                          |
|             | الأمم المتحدة                               | 1 ديسمبر 1964       | 17 سبتمبر 1991                         |
|             | مجموعة دول أفريقيا والكاريبي والمحيط الهادئ | ?                   | ?                                      |
|             | يونسكو                                      | 27 أكتوبر 1964      | 19 أكتوبر 1999                         |
|             | وكالة ضمان الاستثمار متعدد الأطراف          | 12 أبريل 1988       | 11 أغسطس 1993                          |
|             | مؤسسة التنمية الدولية                       | 19 يوليو 1965       | 24 يونيو 1993                          |
|             | مؤسسة التمويل الدولية                       | 19 يوليو 1965       | 24 يونيو 1993                          |
|             | الاتحاد الدولي للاتصالات                    | 19 فبراير 1965      | 18 مارس 1993                           |